# Dimitrije Tucović
Dimitrije "Mita" Tucović (srbsky Димитрије Туцовић, [dimǐtrije tûːtsoʋitɕ]IPA, 13. května 1881 Gostilje – listopad 1914) byl srbský publicista, politický vůdce a teoretik socialistického hnutí.
Tucović byl bojovníkem za lidská práva, práva pracujících, rovnost žen, všeobecné volební právo, za sociální spravedlnost a občanské svobody v tehdejším Srbském království. Jeho odkaz byl oslavován již v komunistické Jugoslávii, ale jeho myšlenky zůstávají hodnotami i v současném Srbsku.

## Život
Dimitrije Tucović byl stoupencem socialistické myšlenky, už když přišel do Bělehradu v roce 1899, aby dokončil střední školu. Velký vliv na něj měl Radovan Dragović, se kterým spolupracoval při propagaci společných idejí. Když v roce 1901 vznikla Bělehradská společnost který byl na něj velký vliv. V roce 1901, kdy bylo založeno Bělehradské dělnické družstvo, byl jedním z jeho vůdců.
V roce 1902 uspořádal studentské demonstrace proti Nikolovi Pašićovi. Vedl také březnové demonstrace proti králi Alexandru Obrenovićovi. Následně ale byl donucen do Zemunu, které tehdy patřilo sousednímu Rakousku-Uhersku, a potom do Vídně.

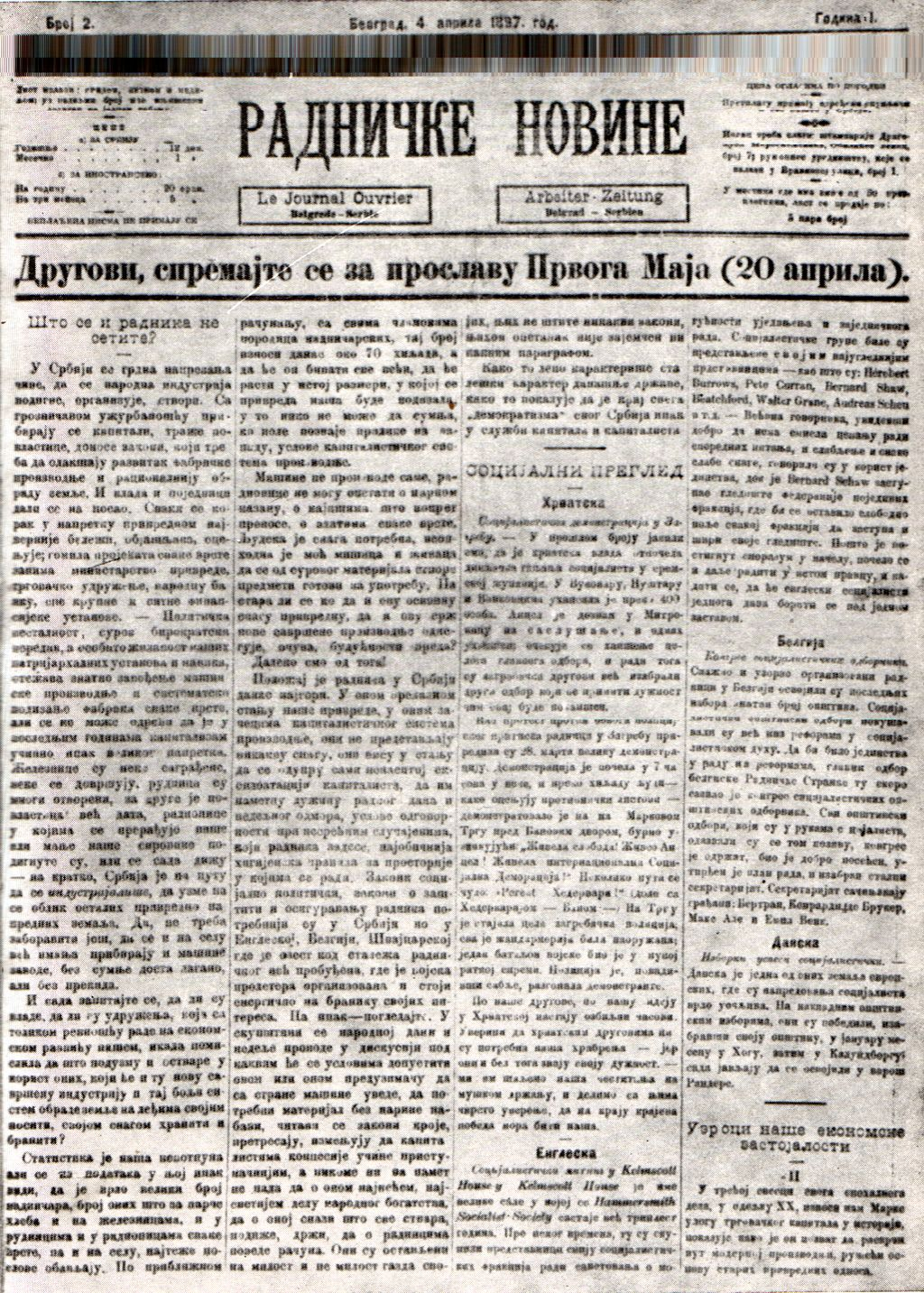
Dělnický list Radničke novine z roku 1897.

Po májovém převratu v roce 1903 byla 2. srpna stejného roku založena sociálně-demokratická strana (SSDP), v jejímž čele stáli například Tucović a Dragiša Lapčević. Tucović se stal redaktorem jejích novin, nazvaných Radničke novine. Od následujícího roku se ale Tucović rozešel s levým křídlem strany a byl zastáncem odlišných postojů, označovaných za pravicově-oportunistické.
V roce 1906 dokončil studia práv na Bělehradské univerzitě, ale místo právní dráhy se stal tajemníkem SSDP.
V lednu 1910 uspořádal Tucović v Bělehradě první Balkánskou socialistickou konferenci, která chystala plány na vytvoření Balkánské federace. Ve stejném roce se zúčastnil také zasedání Socialistické internacionály v Kodani, kde se zasadil o to, že i socialisté v dalších zemí včetně rakouských začali vnímat jako negativní národnostní otázku koloniální politiky Rakouska-Uherska po anexi Bosny a Hercegoviny.
V roce 1910 strana založila časopis Borba a Tucović se stal jeho editorem. 
Po vypuknutí Balkánské války v roce 1912 byl povolán do srbské armády a zúčastnil se tažení do Albánie. Tam byl svědkem válečných zločinů proti civilnímu obyvatelstvu, o kterých pravidelně referovaly Radničke novine, a to včetně masakru Albánců po srbském dobytí Kosova z turecké moci.

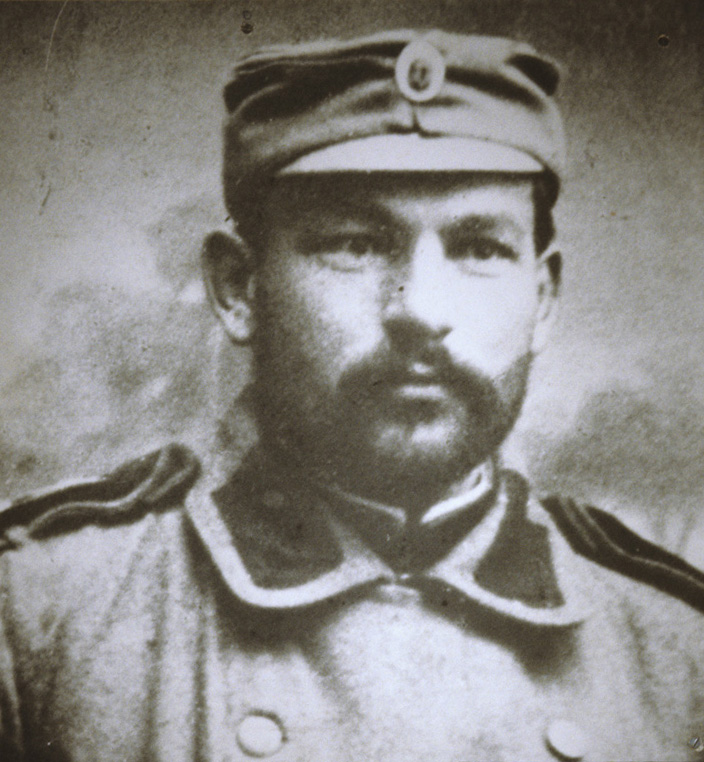
Kapitán Dimitrije Tucović

Po návratu z války napsal knihu Srbsko a Albánie: Příspěvek ke kritice dobyvatelské politiky srbské buržoazie.
Zemřel na bojišti v první světové války jako člen moravské divize v listopadu 1914 v Bitvě na Kolubaře.
Tucovićovu památku připomíná mnoho různých míst v zemích bývalé Jugoslávie, např. ulice ve Skopje, Užici, Bělehradě, Kragujevaci a jinde. Jeho jméno neslo také náměstí Slavija v Bělehradě, kde se nachází jeho socha.